# Alue Kuyuen
Alue Kuyuen is een bestuurslaag in het regentschap Aceh Barat van de provincie Atjeh, Indonesië. Alue Kuyuen telt 520 inwoners (volkstelling 2010).